# Paul Radwanski
Paul Radwanski, polnisch: Paweł Radwański, (* 11. Januar 1854 in Groß Chelm; † 1929) war Jurist und Mitglied des Deutschen Reichstags.

## Leben
Radwanski besuchte das Königliche Gymnasium (Fürstenschule) in Pleß und die Universität Breslau, wo er Rechtswissenschaften studierte. Danach war er als Rechtsanwalt in Pleß tätig.
Von Oktober 1895 bis 1898 war er Mitglied des Deutschen Reichstags für den Wahlkreis Oppeln 7 (Pleß, Rybnik) und die Deutsche Zentrumspartei.